# Air Kubang
Air Kubang is een bestuurslaag in het regentschap Tanggamus van de provincie Lampung, Indonesië. Air Kubang telt 3205 inwoners (volkstelling 2010).